# کورتسگزکت
کورتسگزکت (‎/ˌkʊərtsɡəˈzɑːkt/‎) استودیوی انیمیشنی در مونیخ است که توسط فیلیپ دتمر در سال ۲۰۱۳ تأسیس شد. کانال یوتیوب این استودیو بر تولید محتوای انیمیشن آموزشی مینیمالیستی درمورد موضوعات علمی، فناوری، سیاسی، فلسفی و روانشناسی تمرکز دارد. هر فیلم در کانال به‌طور معمول ۴ تا ۱۶ دقیقه طول دارد و از طریق کانال Dinge Erklärt - Kurzgesagt به زبان آلمانی در دسترس هستند و توسط استیو تیلور روایت می‌شوند.انیمیشن های آنها به سبک Flat Design متحرک شده‌اند. با بیش از ۹ میلیون مشترک، این استودیو یکی از بزرگترین کانال‌های علمی را در یوتیوب دارد و از نظر تعداد دنبال کننده نیز در جهان در رتبه ۵۱۱ قرار دارد.

## تاریخ

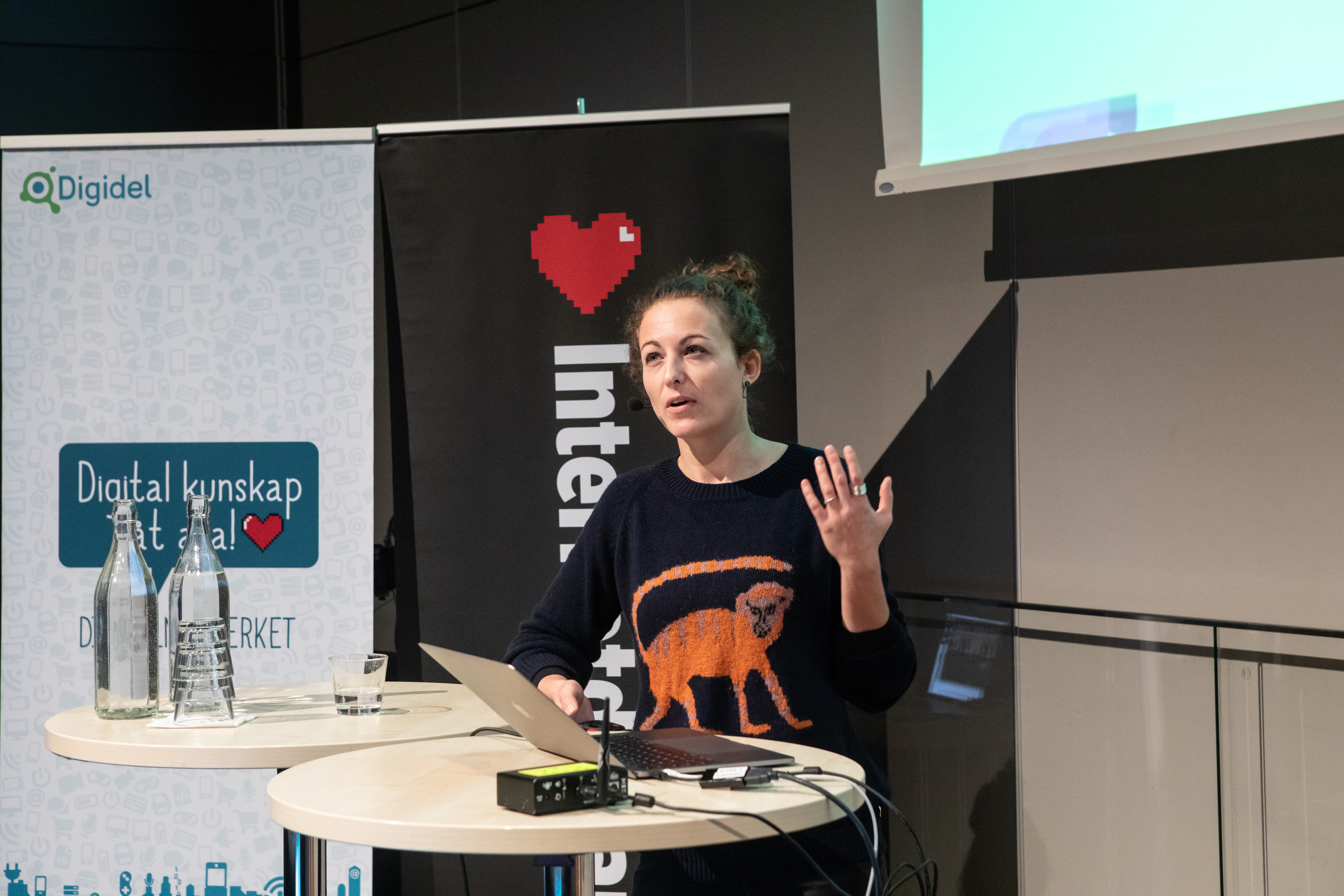
پاتریزیا مسکا از کورتسگزکت در روزهای اینترنت در استکهلم، ۲۰۱۸ صحبت می‌کند.

کانال یوتیوب کورتسگزکت در ۹ ژوئیه ۲۰۱۳، اندکی پس از پایان تحصیلات دانشگاهی بنیانگذار، فیلیپ دتمر به وجود آمد. اولین ویدیو که تکامل را توضیح داد، دو روز بعد منتشر شد. این فیلم‌ها از آنچه انتظار می‌رفت محبوبیت بیشتری داشتند و این کانال از یک پروژه که چند دوست در زمان آزاد کار کرده بودند، به یک استودیوی طراحی با بیش از ده کارمند ارتقا یافت.
در سال ۲۰۱۵، به کورتسگزکت مأموریت داده شد که تصویری در مورد پایان بیماری برای بنیاد بیل و ملیندا گیتس تهیه کند و این استودیو با این بنیاد بر روی کمسیون‌های دیگری نیز همکاری کرده‌است از جمله تحقیقات Pan Pan 1010 برای توانبخشی پاندا ها در چنگدو.

## نام
این نام از زبان آلمانی kurz gesagt (IPA: [ˈkʊɐ̯ts gəˈza:kt]) , که «به‌طور موجز» ترجمه می‌شود. آن را به صورت خلاصه یا به‌طور خلاصه نیز ترجمه کرده‌اند.